# Paul Schlupp
Paul Schlupp, né le 14 janvier 1930 à Strasbourg et décédé le 19 mai 2008 à Buhl (Haut-Rhin), est un ancien joueur français de basket-ball. Il évoluait au poste d'ailier.